# Oakville Assembly
Oakville Assembly (OAP) is een autoassemblagefabriek van Ford in het Canadese Oakville.

## Geschiedenis

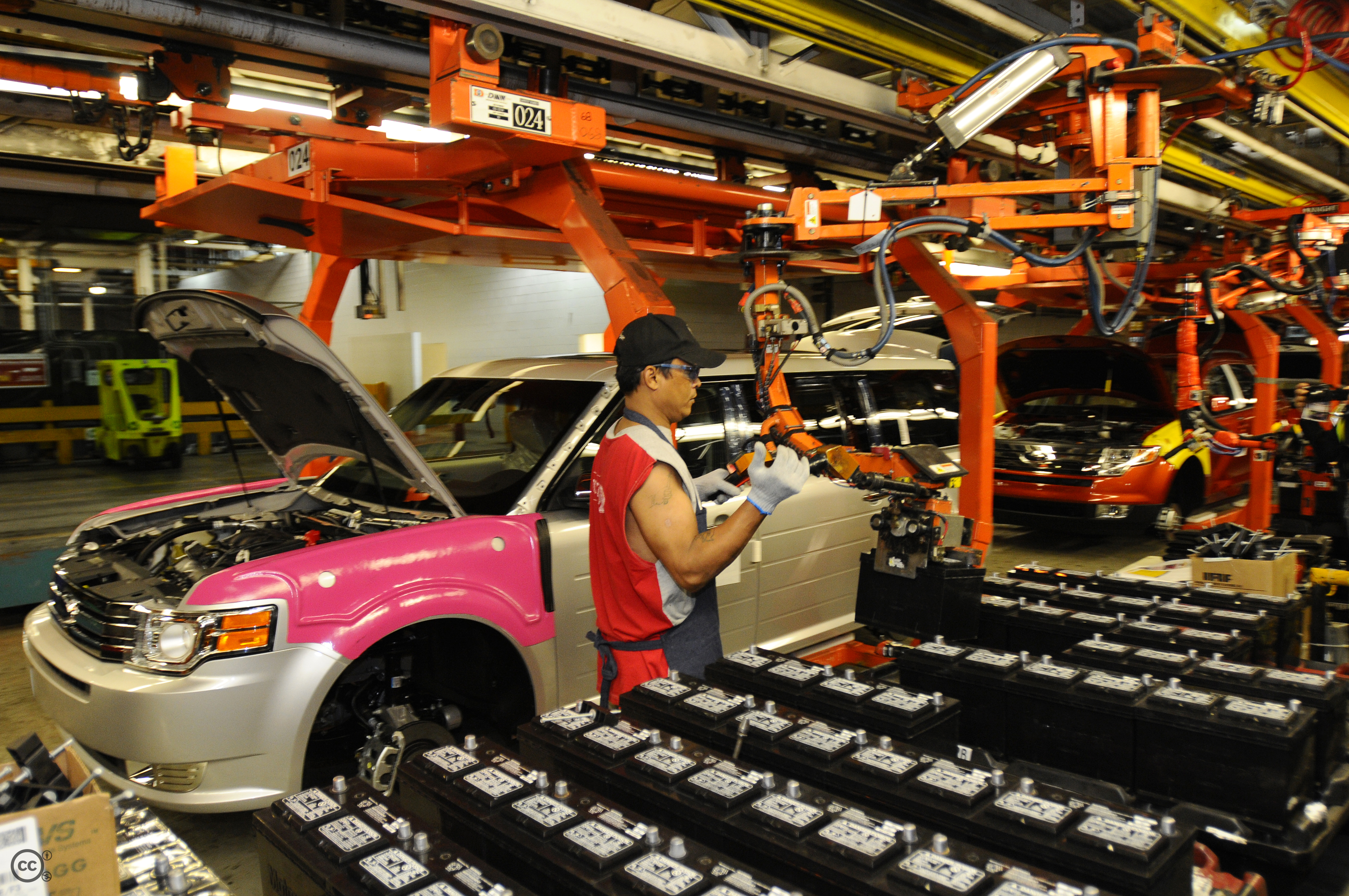
De assemblagelijn van de Ford Flex in juni 2008.

Oakville Assembly werd geopend in 1953. Vlak ernaast ligt Ontario Truck, een andere assemblagefabriek van Ford. Die werd in 2004 gesloten en geïntegreerd met Oakville Assembly. In de jaren 1990 werden hier Ford minivans geproduceerd. Midden jaren 2000 begon een renovatie die één miljard dollar zal kosten. Bedoeling is om tegen 2010 CUV's en hybrides te gaan bouwen. Een eerste fase werd eind 2006 voltooid waarna de Ford Edge en de Lincoln MKX in productie werden genomen. De tweede fase zou tegen de lente van 2008 af moeten zijn waarna ook de Ford Flex in productie kan. Gepland zijn ook nog een Onderzoek & Ontwikkelingscentrum naar alternatieve brandstoffen en mogelijk ook een nieuwe assemblagelijn voor zuinige wagens.

## Gebouwde modellen
| Afbeelding | Model            | Periode   |  | Afbeelding | Model            | Periode   |
| ---------- | ---------------- | --------- |  | ---------- | ---------------- | --------- |
|            | Ford LTD         | 1975-1982 |  |            | Ford Escort      | 1981-1990 |
|            | Ford Tempo       | 1984-1994 |  |            | Mercury Topaz    | 1984-1994 |
|            | Ford Windstar    | 1995-2003 |  |            | Ford Freestar    | 2003-2007 |
|            | Mercury Monterey | 2003-2007 |  |            | Ford Edge        | 2007+     |
|            | Lincoln MKX      | 2007-2018 |  |            | Ford Flex        | 2008-2019 |
|            | Lincoln MKT      | 2010-2019 |  |            | Lincoln Nautilus | 2019+     |